# Franjo Tepurić
Franjo Tepurić (Jajce, 10. veljače 1990.) je hrvatski nogometaš.
Trenutačno igra za Slaven Belupo u koji je 2006. godine prešao iz NK Koprivnice. Svoj debi za Slaven imao je u utakmici protiv Pule (2:1 za Puljane).
Igra na poziciji napadača.

## Vanjske poveznice
- Statistika Franje Tepurića